# Gustaw Żołądź
Gustaw Żołądź – działacz PPR, a następnie PZPR, czwarty powojenny burmistrz Kłodzka w 1950.

## Życiorys
Po zakończeniu II wojny światowej osiedlił się w Kłodzku, gdzie wstąpił do lokalnych struktur Polskiej Partii Robotniczej. Zasiadał w strukturach miejskich partii oraz Miejskiej Radzie Narodowej. Po połączeniu PPR z PPS w PZPR złożył swój akces do nowo powstałej partii. 28 lipca 1949 z jej ramienia został powołany na stanowisko zastępcy burmistrza Kłodzka, którą sprawował niespełna rok do 28 lutego 1950.
1 marca 1950 po odwołaniu Aleksandra Młynkiewicza ze stanowiska burmistrza miasta, został wybrany przez Miejską Radę Narodową na jego następcę. Na okres pełnienia przez niego tej funkcji przypadł ciężki okres stalinizmu w kraju oraz trudna sytuacja panująca w sferze mieszkaniowej, spowodowana brakiem nowych mieszkań oraz złym stanem technicznym kamienic położonych na starówce. Ponadto złożyła się na nią niedostateczna aprowizacja w mieście oraz zwalczanie się poszczególnych frakcji wewnątrz PZPR. Na początku czerwca 1950 został przeniesiony na stanowisko sekretarza prezydium Miejskiej Rady Narodowej, które pełnił do lutego 1952.